# Biblioteca de verano

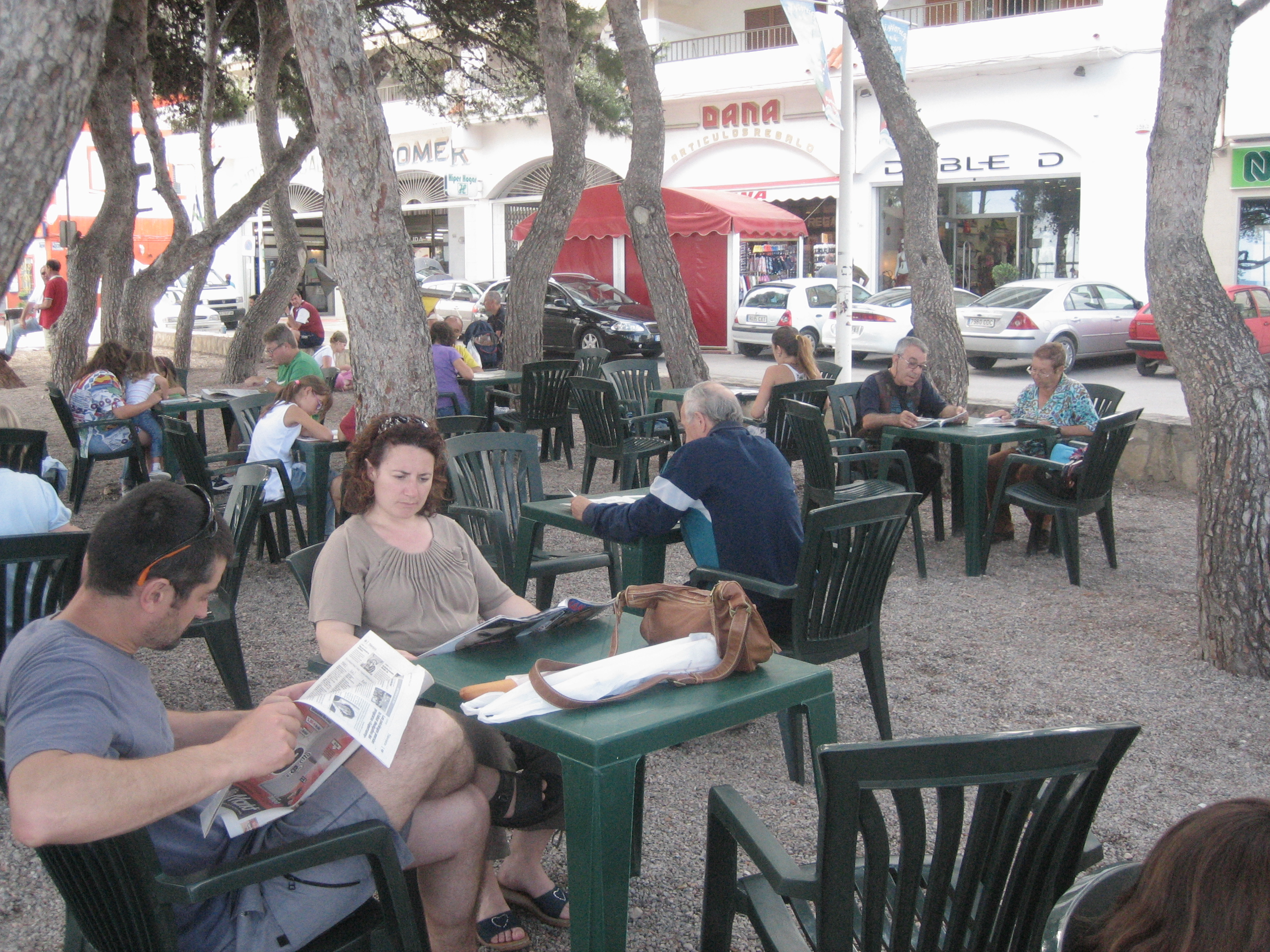
Biblioterraza en Alcocebre, Alcalá de Chivert (Comunidad Valenciana. España)

Una biblioteca de verano o biblioteca al aire libre. También llamada biblioteca de playa (o biblioplaya), biblioteca de terraza (o biblioterraza), biblioteca de plaza (o biblioplaza), biblioteca de parque (o biblioparque) o, biblioteca de piscina (o bibliopiscina). Cada denominación supone una especialización, bien en los usuarios, bien en la localización.

## Características
Una serie de características definen y delimitan la biblioteca de verano:
- Es un servicio estacional, centrado en los meses de verano, pues en casi todas las ocasiones se desarrolla en espacios abiertos.
- Ofrece todos o parte de los servicios propios de una Biblioteca pública, aunque el préstamo en sala es el eje fundamental.
- Mantiene un número limitado de fondos, con un predominio de periódicos y revistas, por un lado, y colecciones infantiles y juveniles, por otro.
- Al encontrarse ubicada en un espacio público más amplio, se le exige una delimitación, aunque sea mínima, del espacio y, unas normas de uso propias.

Las Bibliotecas de verano pretenden ofrecer un espacio informal a los veraneantes y residentes para la lectura, creando un espacio alternativo y complementario a las Bibliotecas Públicas. Suelen organizar actividades complementarias, como cuentacuentos, animaciones de calle, talleres infantiles o juveniles, e incluso ciclos musicales.

## Objetivos
Los principales objetivos de la biblioteca de verano son:
- Acercar la biblioteca a los usuarios potenciales.
- Fomentar la lectura en familia, en medio de un marco relajante y atípico.
- Compaginar diversos espacios de ocio con la lectura.
- Dar a conocer los otros servicios bibliotecarios de la localidad.